# Geschützter Landschaftsbestandteil Drosteknapp
Der Geschützte Landschaftsbestandteil Drosteknapp mit einer Flächengröße von 0,79 ha liegt südwestlich von Rösenbeck im Stadtgebiet von Brilon. Das Gebiet wurde 2001 mit dem Landschaftsplan Hoppecketal durch den Kreistag des Hochsauerlandkreises als Geschützter Landschaftsbestandteil (LB) ausgewiesen. Der LB ist umgeben vom Landschaftsschutzgebiet Freiflächen Thülener Bruch / Schwarzes Haupt / Rösenbeck.

## Beschreibung
Der Landschaftsplan führt zum LB aus: „Der LB umfasst einen Gehölzbestand in Kuppenlage, in dessen Ostteil unter einer fast strauchfreien Buchenschicht größere Klippen zu Tage treten, während der Westteil eher durch leichte Hohlformen und einen größeren Anteil verschiedener Straucharten geprägt ist. Eine Krautschicht ist – durch den ungehinderten Zutritt von Weidevieh – nur schwach entwickelt. Durch seine exponierte Lage ist das Objekt ein prägender Bestandteil vom Landschaftsschutzgebiet Freiflächen Thülener Bruch / Schwarzes Haupt / Rösenbeck.“

## Schutzzweck
Der Landschaftsplan dokumentiert zum Schutzzweck:
„Als geschützte Landschaftsbestandteile werden Teile von Natur und Landschaft festgesetzt, soweit ihr besonderer Schutz
a) zur Sicherstellung der Leistungsfähigkeit des Naturhaushaltes,
b) zur Belebung, Gliederung oder Pflege des Orts- und Landschaftsbildes oder
c) zur Abwehr schädlicher Einwirkungen
erforderlich ist. Der Schutz kann sich in bestimmten Gebieten auf den gesamten Bestand an Bäumen, Hecken oder anderen Landschaftsbestandteilen erstrecken.“
Zu Verboten ist im Landschaftsplan aufgeführt:
„Nach § 34 Abs. 4 LG ist die Beseitigung eines geschützten Landschaftsbestandteils sowie alle Handlungen, die zu einer Zerstörung, Beschädigung oder Veränderung des geschützten Landschaftsbestandteils führen können, verboten.“
Mit dem Landschaftsplan wurde das Gebot erlassen:
„Die Geschützten Landschaftsbestandteile sind durch geeignete Pflegemaßnahmen zu erhalten, solange der dafür erforderliche Aufwand in Abwägung mit ihrer jeweiligen Bedeutung für Natur und Landschaft gerechtfertigt ist.“